# Antonio Fazio
Antonio Fazio, né le 11 octobre 1936 à Alvito, est un ancien gouverneur de la Banque d'Italie, condamné en 2011 par la justice italienne.

## Biographie
Licencié en économie et commerce à l'Université "La Sapienza" de Rome, il fait des études d'économie politique dans les États-Unis ave le prix Nobel Franco Modigliani, et fait toute sa carrière à la Banque d'Italie, jusqu'à en devenir vice-directeur général en 1982. Nommé gouverneur en avril 1993, en succession de Carlo Azeglio Ciampi, appelé aux fonctions de président du conseil des ministres. Sa nomination inattendue est la conséquence de la volonté du nouveau président du conseil d'écarter le directeur général Lamberto Dini, qui était le numéro deux de la banque centrale. M. Dini quittera la Banque d'Italie en mai 1994 pour entrer en tant que ministre du Trésor dans le 1er gouvernement Berlusconi.    
En 2005, M. Fazio est accusé, sur la base d'écoutes téléphoniques effectuées le 11 juillet, et publiées par Il Giornale d'avoir facilité une OPA sur la Banca Antonveneta de la Banca Popolare di Lodi, bien que cette opération ne soit pas retenue comme légitime par la direction de Surveillance de la banque centrale. Ces écoutes suggèrent qu'il existerait des rapports non officiels entre le gouverneur et des entrepreneurs, des hommes politiques et son épouse. À la suite de cette enquête et des pressions exercées par l'opinion publique et les institutions italiennes, une loi est approuvée changeant le statut de nommé « à vie » pour le gouverneur de la Banque d'Italie pour une désignation de six ans. Il finit par démissionner le 19 décembre 2005. Le 28 mai 2011, il est condamné par les juges du Tribunal de Milan à quatre ans de réclusion criminelle et une amende de 1,5 million d'euros pour le scandale Antonveneta/Banca popolare di Lodi. Le 31 octobre 2011, il est de nouveau condamné à trois ans et six mois de réclusion et à une amende de un million d'euros pour « insider trading » et obstacle aux fonctions de Surveillance sur la tentative avortée d'OPA d'Unipol sur la Banca Nazionale del Lavoro. Dans les mêmes procès est condamné également Giovanni Consorte.
Malgré les pressions politiques en ce sens, Antonio Fazio a d'abord refusé de démissionner, rappelant que le gouverneur de la Banque d'Italie est nommé à vie. 
Le 23 septembre, le ministre de l'Économie et des Finances Giulio Tremonti démissionne pour dénoncer ce qu'il qualifie d'« immobilisme » du gouvernement de Silvio Berlusconi. Quelques heures plus tard, ce dernier demande officiellement à Antonio Fazio de se démettre, affirmant que son maintien en fonction n'est plus « opportun ». Le 26 septembre, le nouveau ministre, Domenico Siniscalco, retire à Fazio son mandat de représentation auprès du Fonds monétaire international pour le confier au directeur du Trésor. Enfin, le 29 septembre 2005, le Parquet de Rome ouvre une enquête à son sujet pour abus de fonctions.
Il est mis en examen une deuxième fois, en décembre 2005, pour délit d'initié, après que des révélations embarrassantes de cadeaux personnels du dirigeant en prison de la Banca popolare italiana de Lodi ont été publiées.
Finalement le 19 décembre, cédant à la pression, il démissionne de son poste de gouverneur. Il est remplacé par Mario Draghi, en fonction dès le 29 du même mois, avec un mandat de six ans renouvelable.
À la différence de ses prédécesseurs Menichella, Baffi et Ciampi, M. Fazio n'a pas été nommé par acclamation gouverneur honoraire par le nouveau directoire de la Banque d'Italie. 